# Берлаге (лунный кратер)
Кратер Берлаге (лат. Berlage) — крупный ударный кратер в южном полушарии на обратной стороне Луны. Название дано в честь нидерландского физика Х.П. Берлаге(младшего)  и утверждено Международным астрономическим союзом в 1970 г. Образование кратера относится к донектарскому периоду.

## Описание кратера
Кратер Берлаге находится около центра гигантского бассейна Южный полюс — Эйткен. Ближайшими соседями кратера являются кратер Беллинсгаузен, примыкающий к нему на севере; кратер Леметр на востоке-северо-востоке; кратер Кабанн на северо-западе.
Селенографические координаты центра кратера — 63°02′ ю. ш. 163°37′ з. д. / 63,04° ю. ш. 163,61° з. д., диаметр — 93,8 км, глубина — около 2,8 км.

Вал кратера значительно разрушен, вал и чаша кратера, особенно её северная часть, перекрыты необычно большим числом малых кратеров диаметром 5-20 км. Высота вала над окружающей местностью составляет около 1400 м, объем кратера приблизительно 8000 км3. Северная часть вала в месте соединения с кратером Беллинсгаузен перекрыта тремя кратерами.

## Сателлитные кратеры
| Берлаге | Координаты                                              | Диаметр, км |
| ------- | ------------------------------------------------------- | ----------- |
| R       | 64°05′ ю. ш. 167°31′ з. д. / 64,09° ю. ш. 167,52° з. д. | 27,1        |